# Poolse presidentsverkiezingen 1995
De Poolse presidentsverkiezingen van 1995 vonden in twee rondes plaats op 5 en 19 november 1995. In de tweede ronde werd de zittende Poolse president Lech Wałęsa verslagen door de sociaaldemocraat en oud-communist Aleksander Kwaśniewski. 

## Kandidaten
Aan de eerste ronde van de presidentsverkiezingen hadden de Poolse kiezers de keuze tussen dertien kandidaten, aanzienlijk meer dan in de verkiezingen van 1990, waaraan slechts door zes kandidaten werd deelgenomen:
- Leszek Bubel (1951) − goudsmit, uitgever, in de jaren 1991-1993 lid van de Sejm namens de Poolse Partij van Vrienden van het Bier (PPPP), naar eigen zeggen "de voornaamste antisemiet van Polen"[1]
- Hanna Gronkiewicz-Waltz (1952) − gepromoveerd juriste, sinds 1992 president van de Nationale Bank van Polen, hoogleraar sinds 1994, lid van Solidariteit sinds 1980, gesteund door een aantal kleine rechtse partijen waaronder de Conservatieve Partij (PK)
- Janusz Korwin-Mikke (1942) − columnist, voormalig beroepsbridger, in de jaren 1991-1993 lid van de Sejm, sinds 1990 voorzitter van de rechts-conservatieve Unie voor Reële Politiek (UPR)
- Tadeusz Koźluk (1930) − gepromoveerd jurist, voormalig universitair docent in Polen en de Verenigde Staten, sinds 1991 terug in Polen, waar hij rector was van een particuliere hogeschool
- Jacek Kuroń (1934–2004) − historicus, sinds 1989 lid van de Sejm namens de Vrijheidsunie (UW), in de jaren 1989-1990 en 1992-1993 minister van sociale zaken, oud-dissident en lid van KOR en Solidariteit
- Aleksander Kwaśniewski (1954) – journalist, voormalig lid van de PZPR (1977-1990) en in de jaren 1985-1990 minister van o.m. jeugdzaken, sinds 1990 voorzitter van de Sociaaldemocratie van de Republiek Polen (SdRP)
- Andrzej Lepper (1954–2011) – boer, ondernemer, sinds 1992 voorzitter van de populistische groepering Zelfverdediging van de Republiek Polen (Samoobrona)
- Jan Olszewski (1930) – jurist, advocaat, in de jaren 1991-1992 premier van Polen en lid van de Centrumalliantie, oud-voorzitter van de rechts-conservatieve Beweging voor de Republiek (RdR), eerder actief binnen het KOR en Solidariteit
- Waldemar Pawlak (1959) – landbouwingenieur, boer, in 1992 en 1993-95 premier van Polen, sinds 1991 voorzitter van de Poolse Volkspartij (PSL)
- Jan Pietrzak (1937) – satiricus en cabaretier, actief in diverse kleine rechtse partijen
- Kazimierz Piotrowicz (1944) – bronsgieter, ondernemer, partijloos
- Lech Wałęsa (1943) − elektricien, Nobelprijswinnaar in 1983, zittend president sinds 1990, in de jaren 1980-1990 voorzitter van Solidariteit, gesteund door het Partijloos Blok voor Steun aan de Hervormingen (BBWR)
- Tadeusz Zieliński (1926–2003) – gepromoveerd jurist, hoogleraar, sinds 1992 nationaal ombudsman, in de jaren 1989-1991 namens Solidariteit, gesteund door de sociaaldemocratische Unie van de Arbeid (UP)

Vier andere kandidaten, onder wie Lech Kaczyński en Leszek Moczulski, waren weliswaar tot de verkiezingen toegelaten, maar trokken zich kort voor de verkiezingen terug. Drie van hen deden dat om de kandidatuur van Wałęsa te steunen, Kaczyński omdat hij bereid was "elke kandidaat te steunen die Wałęsa kon verslaan" en daarbij uiteindelijk voor Olszewski koos.

### Verloop
Halverwege de jaren negentig was Solidariteit inmiddels uiteengevallen in een grote hoeveelheid partijen en partijtjes, waarbij vooral de rechterflank tot op het bot verdeeld was. Pogingen om de voormalige oppositie toch nog in enige mate bijeen te houden, hadden weinig effect. Daarentegen stonden alle postcommunistische groeperingen als één man rondom SdRP-voorzitter Kwaśniewski, die bovendien kon profiteren van het feit dat veel Polen inmiddels moe waren van de hervormingen. In de eerste ronde van de verkiezingen, op 5 november, kreeg Kwaśniewski dan ook de meeste stemmen, op de voet gevolgd door zittend president Wałęsa. 
Omdat geen van de kandidaten een absolute meerderheid had behaald, moest er een tweede ronde komen, die plaatsvond op 19 november. Deze werd gewonnen door Kwaśniewski, die Wałęsa met 52% tegen 48% versloeg. Hij werd op 23 december beëdigd.

### Uitslag
| Kandidaat                      | Kandidaat                      | Partij                         | Eerste ronde | Eerste ronde | Tweede ronde | Tweede ronde |
| Kandidaat                      | Kandidaat                      | Partij                         | Stemmen      | %            | Stemmen      | %            |
| ------------------------------ | ------------------------------ | ------------------------------ | ------------ | ------------ | ------------ | ------------ |
|                                | Aleksander Kwaśniewski         | SdRP                           | 6 275 670    | 35,11%       | 9 704 439    | 51,72%       |
|                                | Lech Wałęsa                    | partijloos (BBWR)              | 5 917 328    | 33,11%       | 9 058 176    | 48,28%       |
|                                | Jacek Kuroń                    | UW                             | 1 646 946    | 9,22%        | —            | —            |
|                                | Jan Olszewski                  | RdR                            | 1 225 453    | 6,86%        | —            | —            |
|                                | Waldemar Pawlak                | PSL                            | 770 419      | 4,31%        | —            | —            |
|                                | Tadeusz Zieliński              | UP                             | 631 432      | 3,53%        | —            | —            |
|                                | Hanna Gronkiewicz-Waltz        | partijloos                     | 492 628      | 2,76%        | —            | —            |
|                                | Janusz Korwin-Mikke            | UPR                            | 428 969      | 2,40%        | —            | —            |
|                                | Andrzej Lepper                 | Samoobrona                     | 235 797      | 1,32%        | —            | —            |
|                                | Jan Pietrzak                   | partijloos                     | 201 033      | 1,12%        | —            | —            |
|                                | Tadeusz Koźluk                 | partijloos                     | 27 259       | 0,15%        | —            | —            |
|                                | Kazimierz Piotrowicz           | partijloos                     | 12 591       | 0,07%        | —            | —            |
|                                | Leszek Bubel                   | partijloos                     | 6 825        | 0,04%        | —            | —            |
| Ongeldig/blanco                | Ongeldig/blanco                | Ongeldig/blanco                | 330 868      | —            | 383 881      | —            |
| Totaal                         | Totaal                         | Totaal                         | 18 203 218   | 100,00%      | 18 146 496   | 100,00%      |
| Geregistreerde kiezers/opkomst | Geregistreerde kiezers/opkomst | Geregistreerde kiezers/opkomst | 28 136 332   | 64,70%       | 28 062 409   | 64,66%       |